# Église Saint-Pierre de Leschelle
L'église Saint-Pierre de Leschelle est une église située à Leschelle, en France.

## Description
L'église présente, sur son côté nord, un motif décoratif en briques vitrifiées, comme les nombreuses églises fortifiées de la région.
La nef est romane. Tombeau de Monseigneur Étienne-Joseph de La Fare, évêque de Laon, mort à Leschelles, le 23 avril 1741.
Son épitaphe est : « HIC JACET/STEPHANUS JOSEPHUS DE LA FARE/EPISCOPUS DUX LAUDUNENSIS/PAR FRANCIAE/ROMANAE FIDEI DEFENSOR ARDENS/DEBITUM FECIT CLERO FIDELI/OBSEQUIUM ASSERVANS PAPAE/PAUPERUM PATER SEDULUS/HOS SUA LARGITATE SUSTINUIT/EXTREMAM DIOECESIM VISITANS/PASTOR BONUS/OBIIT/IN HUJUS LOCI CASTELLO/DIE 23 A APRILIS ANNO CHRISTI 1741/AETATIS IN EUNTE 49/ET HAC IN ECCLESIA/QUAMIPSE ANNO 1733 CONSECRAVERAT/SEPELIRI VOLUIT/ABI VIATOR/ET TANTI PROESULIS AEMULARE/CHARITATEM SI CHRISTIANUS/FIDEM SI CATHOLICUS ». La dalle, autrefois dans le chœur, a été relevée et placée debout, contre le mur sud du bras sud du transept.

## Localisation
L'église est située sur la commune de Leschelle, dans le département de l'Aisne.